# Can Atalay
Şerafettin Can Atalay est un avocat et homme politique turc membre du Parti des travailleurs de Turquie. À la suite des manifestations du parc Gezi en 2013, il est condamné à 18 ans de prison en avril 2022. Toujours en prison, il est élu député de la Grande Assemblée nationale de Turquie en mai 2023 mais déchu de son mandat de député d'opposition en janvier 2024.

## Biographie
Lors des manifestations du parc Gezi en 2013, Can Atalay est l’avocat de Taksim Solidarity et de l’Ordre des architectes d’Istanbul. 
Il est condamné à 18 ans de prison en avril 2022 sur le fondement de l’article 312 du code pénal pour « avoir tenté de renverser, par la force et la violence, le gouvernement lors des événements du parc de Gezi en 2013 ». Il est élu en mai 2023, toujours emprisonné, député du Parti des travailleurs de Turquie dans la province du Hatay.
En septembre 2023, la Cour de cassation confirme sa condamnation. Cependant, le 25 octobre 2023, la Cour constitutionnelle ordonne la libération de Can Atalay considérant que son maintien en détention viole « ses droits à la liberté et à la sécurité personnelle ».
En janvier 2024, les députés de l'AKP de la Grande Assemblée nationale de Turquie décident de déchoir de son mandat le député d'opposition Can Atalay, alors que celui-ci est incarcéré depuis bientôt deux ans,.
En août 2024, deux députés turcs de l'opposition sont blessés dans une rixe au sein de la Grande Assemblée nationale de Turquie, lors d’une session consacrée à Can Atalay toujours en prison,.